# Exèdre
Une exèdre (du latin exedra, d'après le grec exedros qui signifie « qui est dehors ») est, dans un bâtiment, une salle de conversation équipée de sièges ou de bancs. Elle suit le plus souvent un plan semi-circulaire, qui facilite le contact entre les interlocuteurs.
Dans les basiliques chrétiennes, l'exèdre est un banc de pierre semi-circulaire au fond de l'abside.

Exèdre
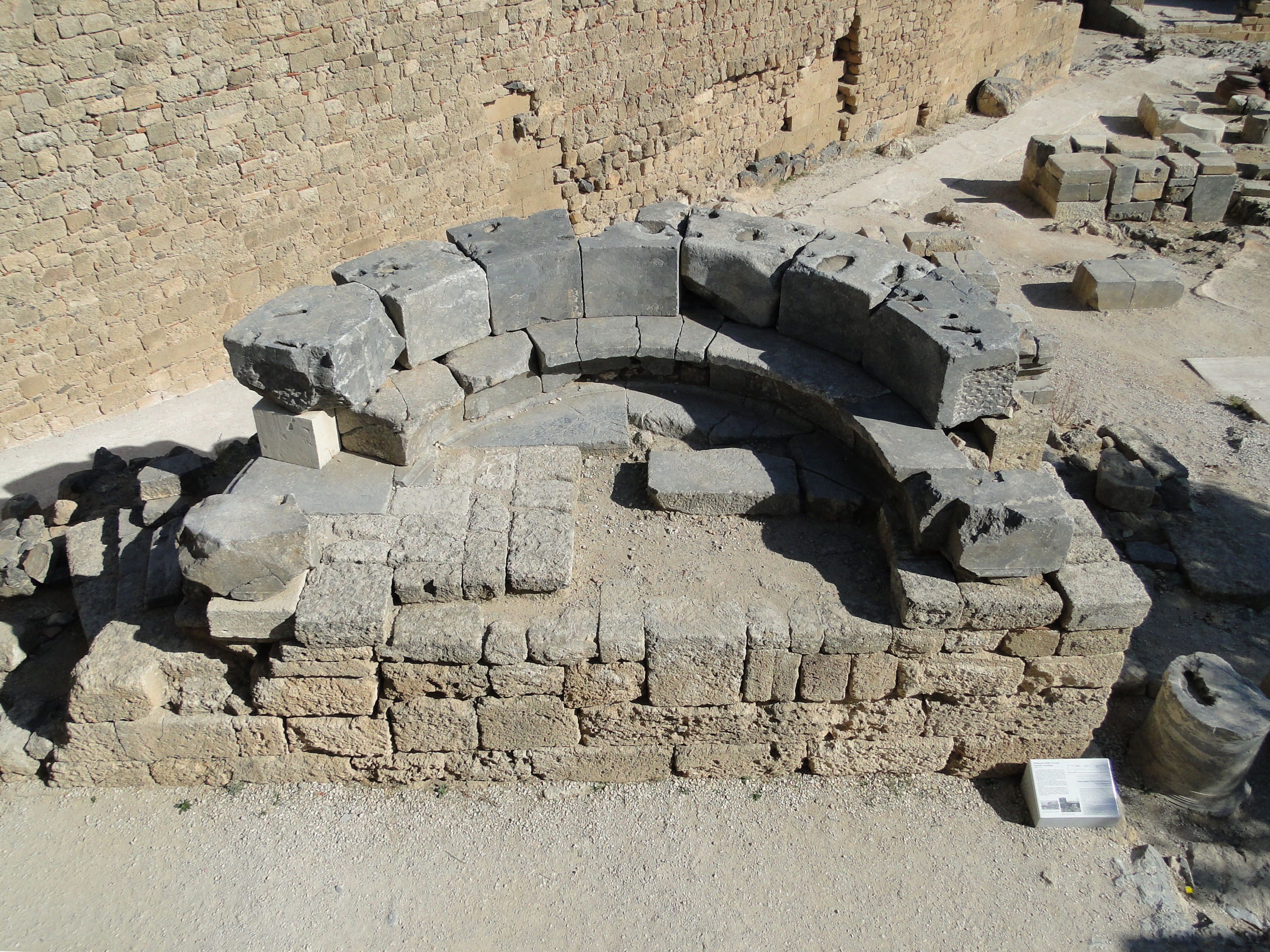
Exèdre de Pamphilidas sur l'acropole de Lindos à Rhodes.
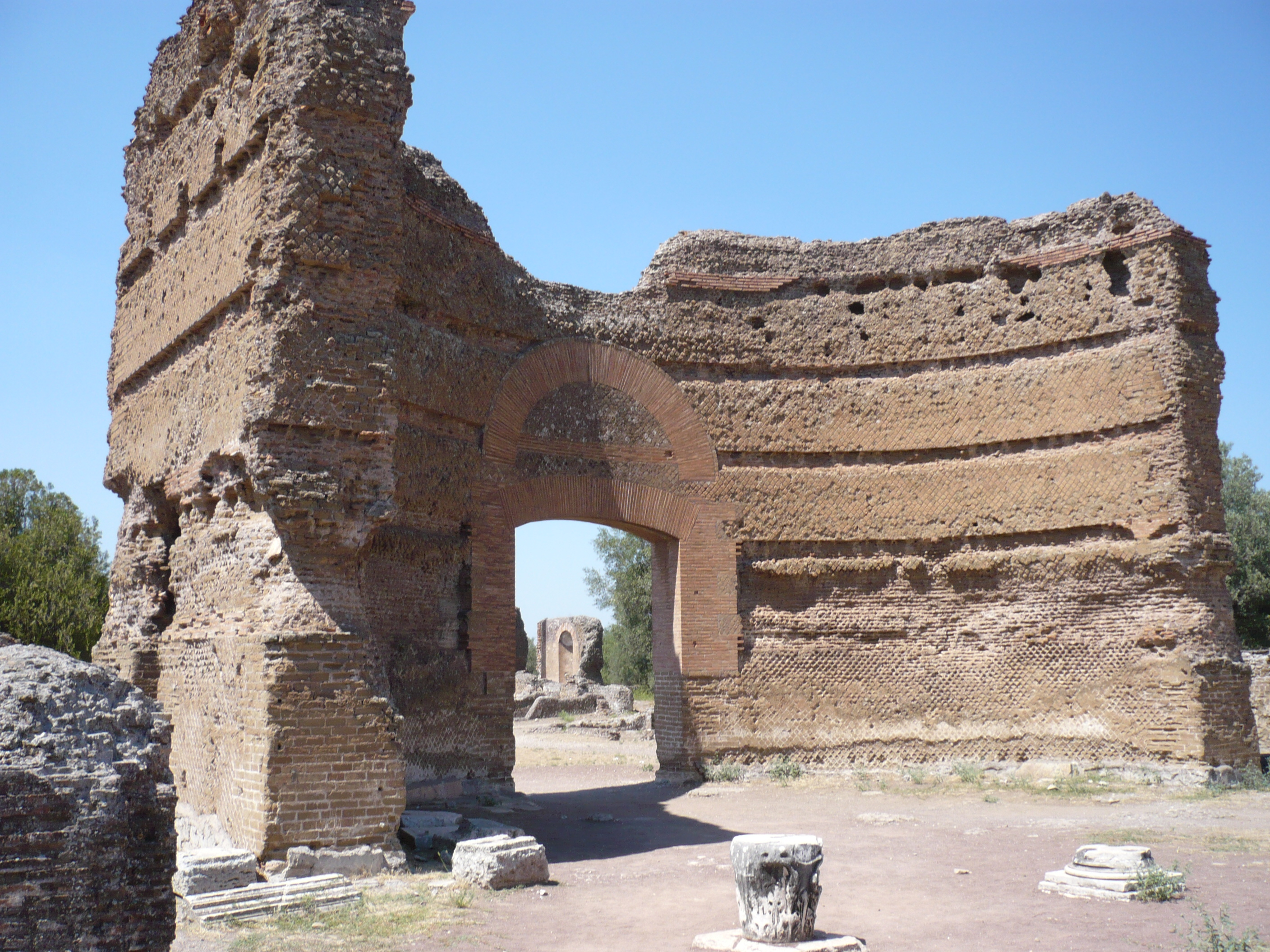
Exèdre de la Villa Adriana à Tivoli.
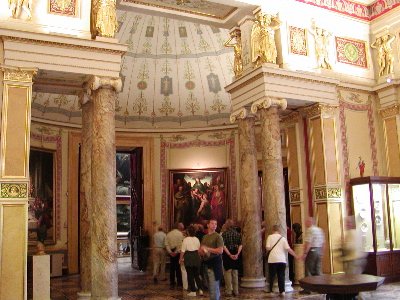
Exèdre du palais d'Hiver à Saint-Pétersbourg.
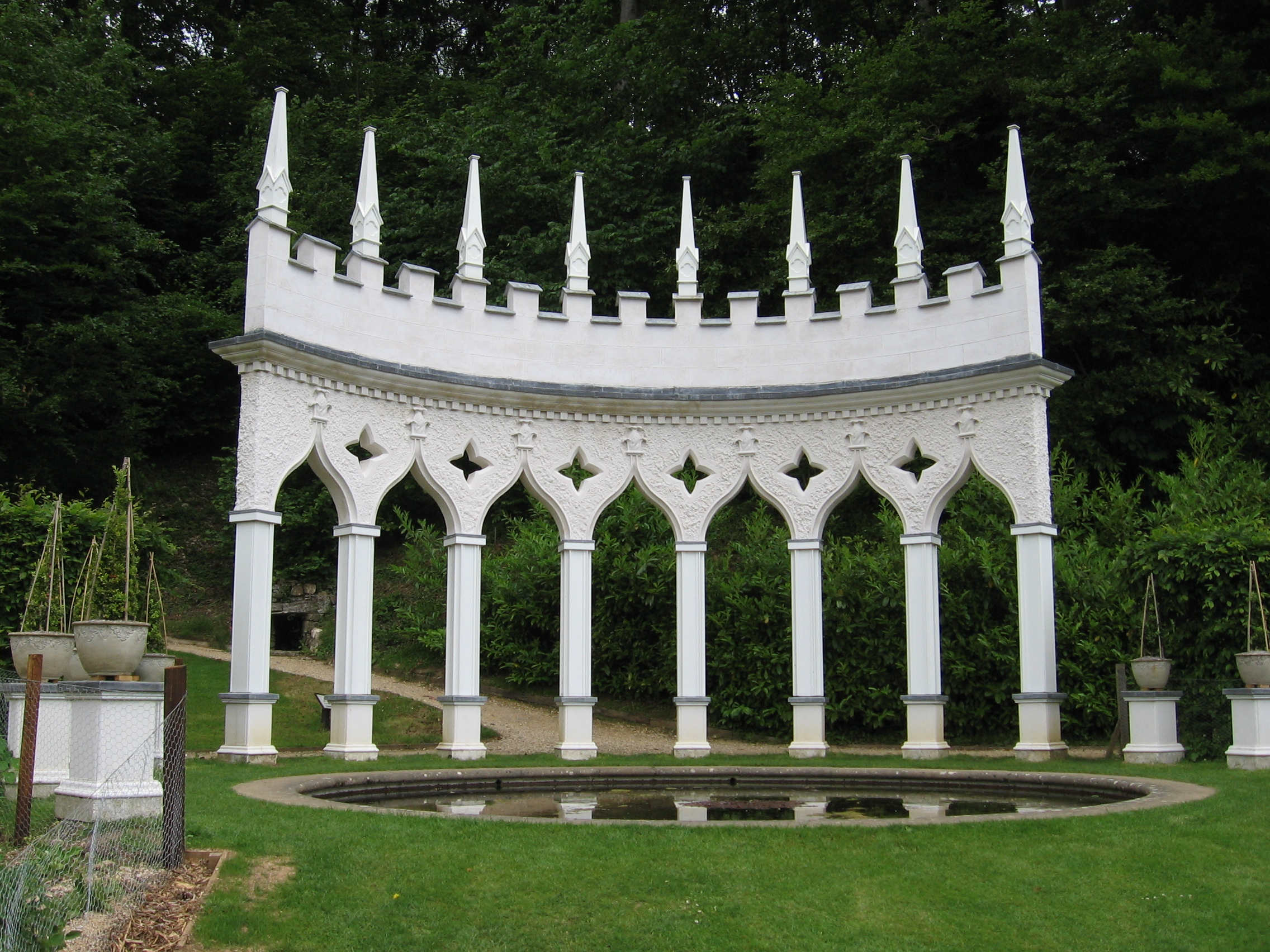
Exèdre à Painswick.